# 君のいる場所
「君のいる場所」（きみのいるばしょ）は、伊藤静の楽曲。彼女の2枚目のシングルとして2012年12月26日にLantisから発売された。

## 概要
本人名義としては1年ぶりのシングルで、初めて100位以内にランクインした。今作は「君のいる場所」ミュージッククリップ及び撮影メイキング映像を収録したDVDが付属。リリースするきっかけについては「3月のライブで盛り上がっていた気持ちが落ち着いてきた、夏前くらいから打ち合わせをしていました。そこで、「季節に関係あるものを出そう」という提案をいただいて、「じゃあタイミング的に冬のイメージにしよう!」って、何となく決まっていった気がします」とのこと。

## 批評
CDジャーナルは「彼女にとって大切な季節である冬、そして春夏秋冬を巡って君への想いを歌っている。ブレスにも色気を感じさせる演唱は充実の証。キャラクターの異なる2曲の歌いわけも見事」と評した。

## 収録曲
| 全作詞: 伊藤静。 |                                            |           |            |      |
| #                | タイトル                                   | 作詞      | 作曲・編曲 | 時間 |
| 1.               | 「君のいる場所」                           | 伊藤静    | 原田アツシ | 4:25 |
| 2.               | 「たったひとつの大切なこと」               | 伊藤静    | 森慎太郎   | 4:26 |
| 3.               | 「君のいる場所」(Instrumental)             | 伊藤静    |            |      |
| 4.               | 「たったひとつの大切なこと」(Instrumental) | 伊藤静    |            |      |
| 合計時間:        | 合計時間:                                  | 合計時間: | 17:41      |      |